# Fulgurofusus sarissophorus
Fulgurofusus sarissophorus is een slakkensoort uit de familie van de Turbinellidae. De wetenschappelijke naam van de soort is voor het eerst geldig gepubliceerd in 1882 door Watson.